# Adelfia (nobile)
Adelfia (... – 355) è stata una nobildonna romana.
Moglie forse di un tale nobile Valeriano, è celebre per essere stata ritratta su un sarcofago rinvenuto a catacombe di San Giovanni a Siracusa.